# Обербіпп
Обербіпп (нім. Oberbipp) — громада  в Швейцарії в кантоні Берн, адміністративний округ Верхнє Ааргау.

## Географія
Громада розташована на відстані близько 39 км на північний схід від Берна.
Обербіпп має площу 8,5 км², з яких на 13% дозволяється будівництво (житлове та будівництво доріг), 47% використовуються в сільськогосподарських цілях, 39,3% зайнято лісами, 0,7% не є продуктивними (річки, льодовики або гори).

## Демографія
2019 року в громаді мешкало 1750 осіб (+11% порівняно з 2010 роком), іноземців було 14,9%. Густота населення становила 207 осіб/км².
За віковим діапазоном населення розподілялося таким чином: 20,4% — особи молодші 20 років, 63,6% — особи у віці 20—64 років, 16% — особи у віці 65 років та старші. Було 777 помешкань (у середньому 2,2 особи в помешканні).
Із загальної кількості 870 працюючих 50 було зайнятих в первинному секторі, 295 — в обробній промисловості, 525 — в галузі послуг.